# فهرست شهرهای فلسطین
فهرست شهرهای فلسطین شامل ۳۷ شهر است که غزه، پرجمعیت‌ترین آن‌هاست.

## فهرست

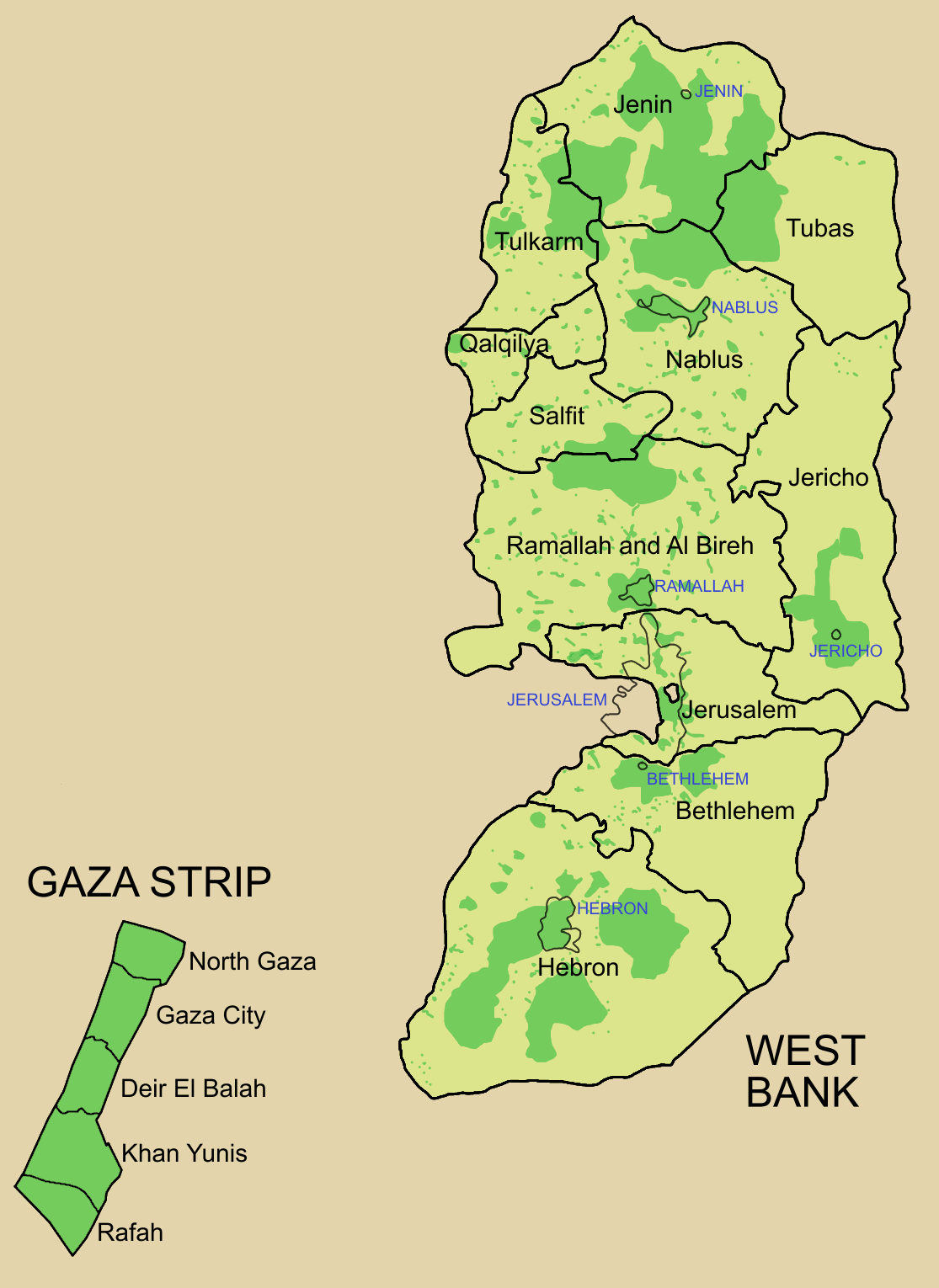
شهرهای کرانه باختری و نوار غزه

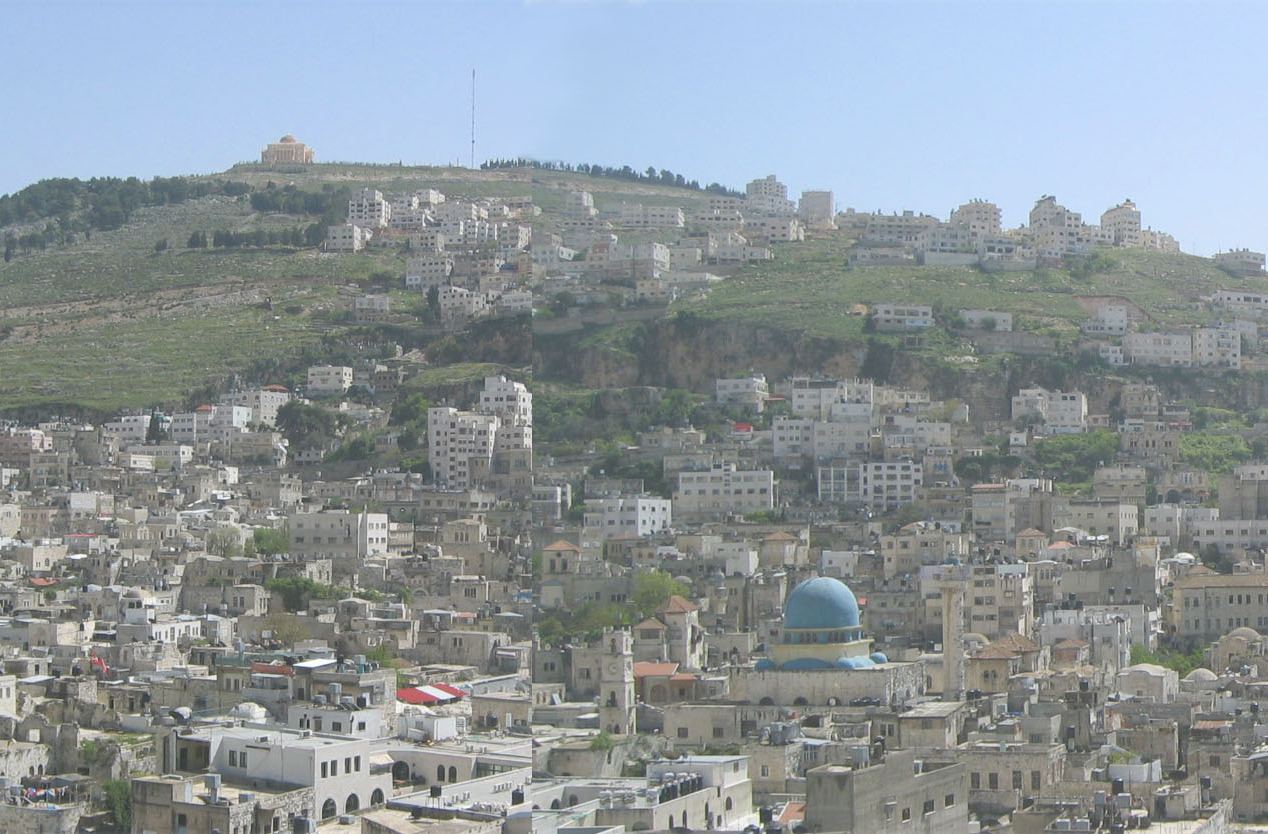
نابلس

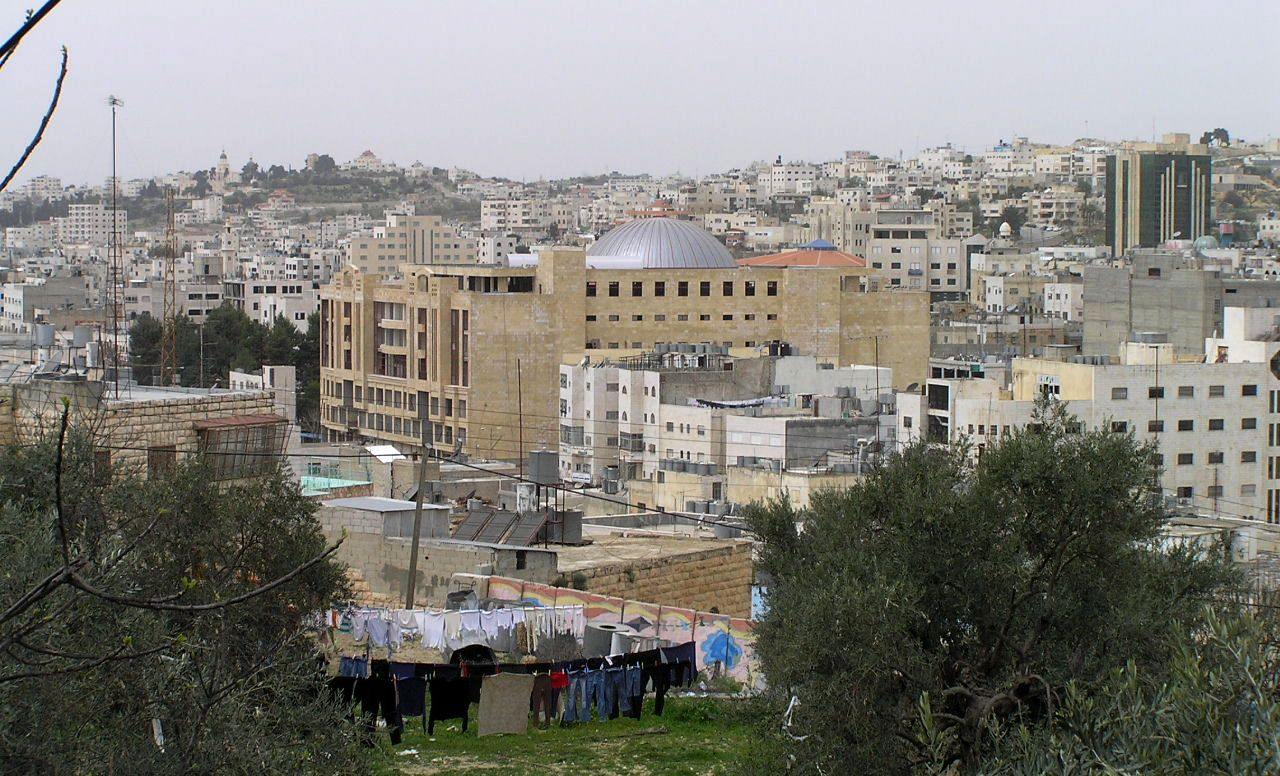
الخلیل

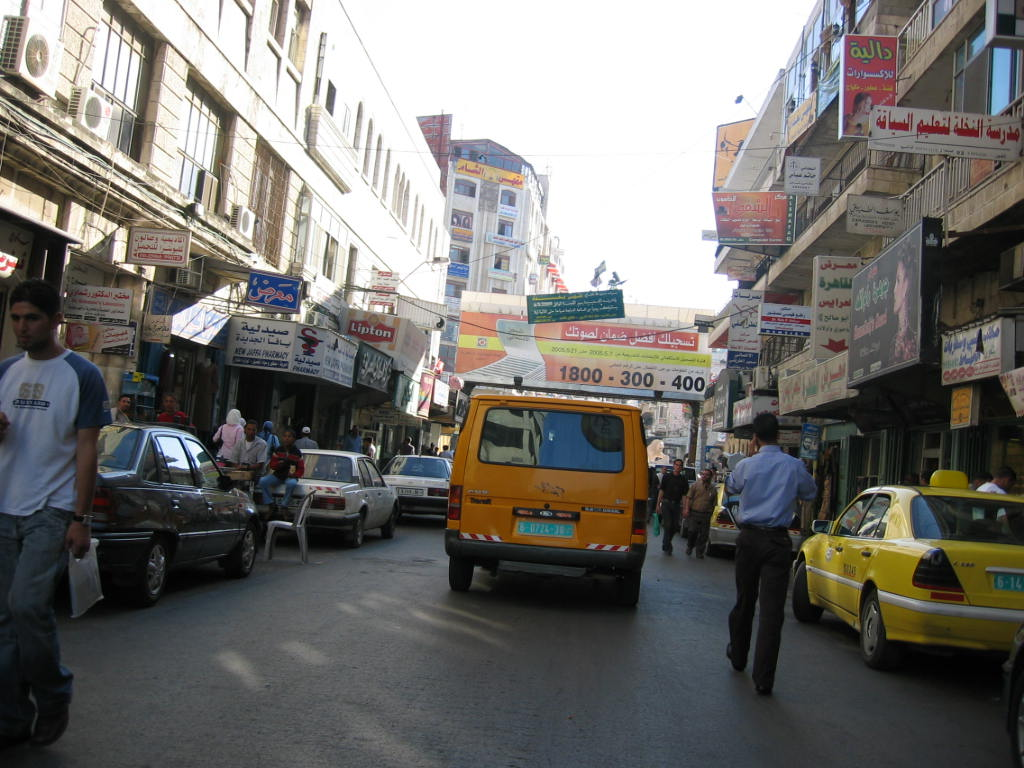
رام‌الله

## شهرهای ترکیبی

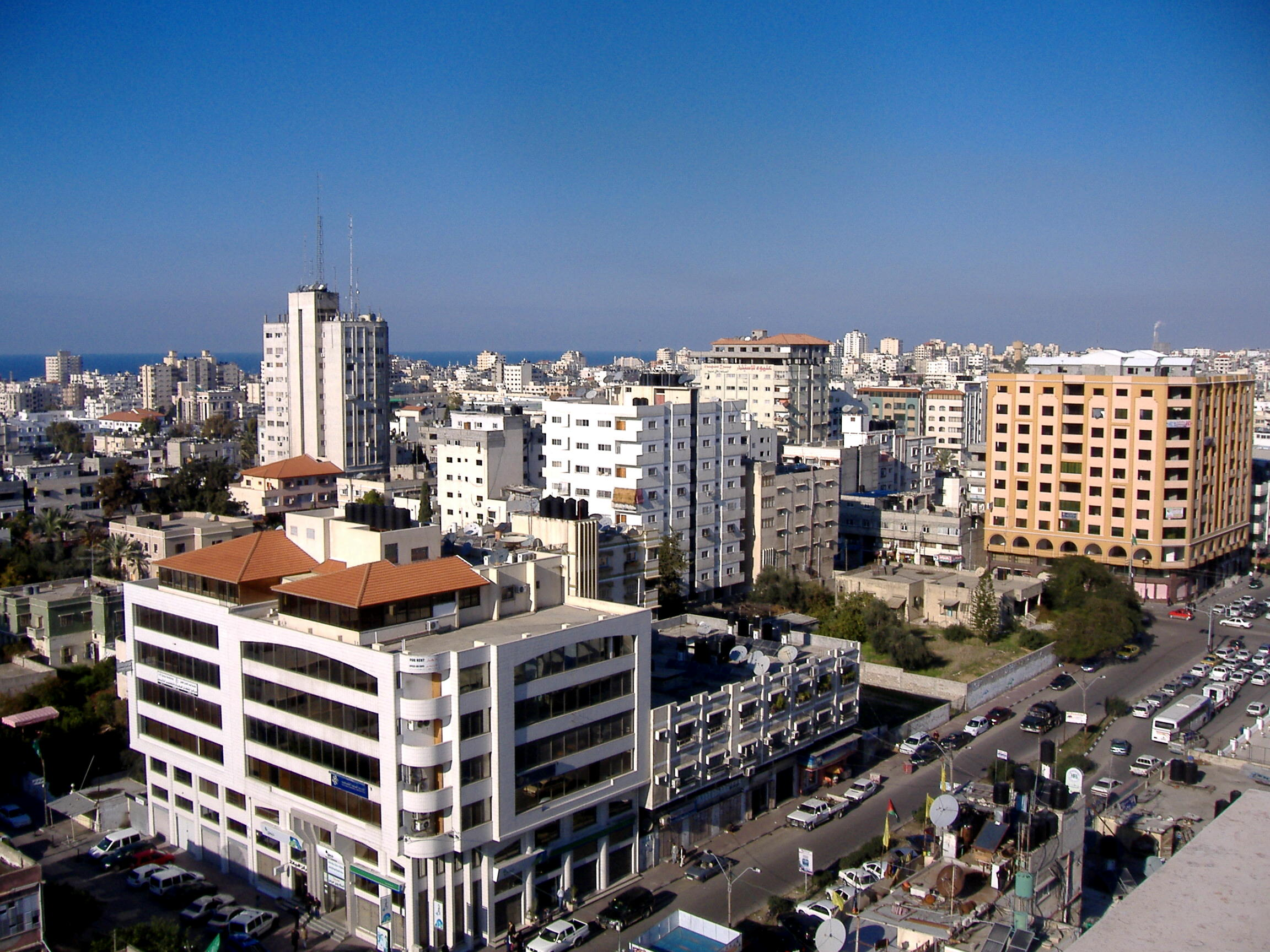
غزه

- الخلیل: در الخلیل، تعدادی اسرائیلی در کنار ۱۸۰ هزار فلسطینی زندگی می‌کنند.